# Heimkehr (Kafka)
Heimkehr ist eine Erzählung in der Form einer Parabel aus dem Nachlass von Franz Kafka. Die nur zwanzig Sätze lange Erzählung, die mit den Worten: „Ich bin zurückgekehrt“ beginnt und gelegentlich unter diesem Titel erscheint, wurde von Kafka 1920 in einem Quartheft niedergeschrieben und 1936 von Max Brod veröffentlicht, der auch den Titel festlegte.

## Inhalt
Die Parabel beschreibt die Situation einer Person, die zu ihrem Elternhaus zurückkehrt. Der Ich-Erzähler beschreibt einen Teil des Hofes, und die Person bleibt schließlich vor dem Haus stehen. Die Fremdheit und Kälte des Hauses und eine unbestimmte Angst lassen die Person vor dem Hof verharren. Sie beschreibt einerseits das Gefühl, aus Neugier eintreten zu wollen, und andererseits die Angst, die Eltern wiederzusehen. Das Geschehen in der Küche bleibt für den Erzähler ein Geheimnis, ebenso wie der Sohn für die Eltern ein Geheimnis bleibt.

## Form
Der Text Heimkehr beginnt mit einer Situationsbeschreibung: „Ich bin zurückgekehrt.“ Auf diese Ausgangssituation folgt die Beschreibung der Räumlichkeiten, die sich zu einem Bild des verwahrlosten Hofes verdichtet. Die Wahrnehmungen des Ichs werden durch das Verb „lauern“ mit Gefahr in Verbindung gebracht.
Die Parabel erinnert an die Geschichte vom verlorenen Sohn aus dem Neuen Testament. Dort wird sie aus der Sicht des Vaters beschrieben und hier aus der Sicht des Sohnes. Es ist ein Monolog, ein Selbstgespräch, ja eine Selbstbefragung des Sohnes. Am Anfang ist dieser Monolog noch entschlossen. Die Selbstverständlichkeit gerät jedoch zunehmend aus dem Takt. Von Kälte und Selbstbezogenheit ist die Rede. In der Schlusswendung der Parabel spielt die Vorstellung des Geheimniswahrens eine entscheidende Rolle. Die Familie scheint sich gegen den Außenstehenden durch ein Geheimnis verschworen zu haben. Und das Heim der Familie scheint dem Ankömmling wie ein unzugängliches Geheimnis.

## Textanalyse

### Assoziation
Der Titel Heimkehr löst Gefühle und Assoziationen aus, die mit Wiedersehen, Ankunft, Vorfreude, aber auch mit Ungewissheit und Kindheitserinnerungen einhergehen. Die Erwartung nach einer freudigen Familienszene wird im Text nicht erfüllt, sie wird aufgehoben und durch Unsicherheits- und Angstgefühle ersetzt. Auch der Sohn verschließt sich vor der Familie. Die Aussage des Sohnes „Ich bin angekommen“ stimmt im Eigentlichen nicht; es ist eher ein Wunsch nach verstecktem Schutzsuchen und deutet vielleicht sogar auf ein früheres Scheitern im Leben ohne die Familie hin, als er eben nicht „angekommen“ war. Umso verhängnisvoller ist für ihn, dass er hier nicht ankommen kann.

### Sprachgestaltung und Stil
Die Fragesätze, die den Text durchziehen, weisen auf ein Problem hin: Sie erzeugen ein Paradoxon, da sie nicht beantwortet werden. Lediglich die Frage „ist dir heimlich?“ wird von dem Ich-Erzähler beantwortet. Auf die weiteren Fragen folgt keine Antwort; sie verstärken dadurch den Anschein von Selbstvorwürfen. Die beiden letzten Fragen werden durch den Konjunktiv gebildet und beziehen sich auf die Vorstellungskraft, sich ein zukünftiges, mögliches Geschehen vorzustellen.
Auch die Wahl der Verben bringt keine Bewegung, sondern lässt alles statisch erscheinen und ruft das Gefühl von Pessimismus und Isolation hervor („zurückgekehrt“, „stehen“, „gewunden“, „wartet“, „lauert“).
Die wenigen Adjektive, die vorhanden sind, werden hauptsächlich in dem ersten beschreibenden Teil der Erzählung gehäuft untergebracht („verfahren“, „alt“, „unbrauchbar“, „zerrissen“, „heimlich“, „unsicher“), während die Adjektive „kalt“, „leicht“ und „fremd“ vereinzelt im späteren Textverlauf folgen. Auf der Beschreibungsebene lassen sie die Szene, das Haus verwahrlost und heruntergekommen wirken. Gleichwohl verweisen sie auf die ähnlichen Gefühle des Ich-Erzählers.
Der Satz „Ich wage nicht, an der Küchentür zu klopfen.“ leitet eine neue Richtung ein. Es ist zu erkennen, dass der Beschreibende sich jetzt entfernt: „weil ich von der Ferne horche“. Es wird im übertragenen Sinn auf die emotionalen Auswirkungen der Heimkehr auf den Ich-Erzähler verwiesen. Während die Verhältnisse innerhalb der Familie „heimlich“ sind („Rauch kommt aus dem Schornstein.“ „Der Kaffee […] wird gekocht.“), wirken sie auf den Ich-Erzähler doppeldeutig, nämlich geheimnisvoll, so dass er sich immer „fremder“ fühlt. Die Selbstzweifel („Was kann ich ihnen nützen.“) lassen ihn an der Geborgenheit nicht teilhaben, schließen ihn von der Familie aus. Dabei gewinnen im Zusammenhang mit Thema und Problematik die Gegenstände und die Situation eine symbolische, bildliche Bedeutung, z. B. die Wiederholungen („horchen“); ebenso wie die Bedeutung, die ihnen in dieser Situation zukommt (die Küche als symbolischer Raum der Geborgenheit).
Das Ergebnis der Heimkehr wird in der letzten Zeile angekündigt: „Wäre ich dann nicht selbst wie einer, der sein Geheimnis wahren will?“

### Zusammenfassung
Das Thema dieses Textes ist Entfremdung.
Die Person in dieser Erzählung kehrt nicht heim. Noch am Anfang des Textes scheint die Person tatsächlich da zu sein, weil sie sehr genaue Beobachtungen wiedergibt. Doch dann kommen Zweifel und Ängste auf, sie entfernt sich immer weiter, statt näher zu kommen. Sie selbst kann nicht zur Familie gehen und ist sich gleichermaßen unsicher, ob sie selbst überhaupt noch zu einer persönlichen Begegnung, zu einer familiären Nähe in der Lage sei, was sich in den letzten beiden Sätzen ausdrückt. Zu groß scheint mittlerweile die Entfremdung. Es bleibt in dieser Geschichte bei dem Wunsch, heimzukehren.
Das besondere Thema in Kafkas Werk ist die Beziehung des Sohnes zum Vater bzw. zur Familie. In der Erzählung Heimkehr stellt Kafka diese Problematik parabolisch dar.

## Ausgaben
- Tagebücher 1909–1923. Fischer, Frankfurt/Main, ISBN 3-10-038160-2.
- Sämtliche Erzählungen. Herausgegeben von Paul Raabe, Fischer-Taschenbuch-Verlag, Frankfurt/Main 1970, ISBN 3-596-21078-X.
- Die Erzählungen. Originalfassung, herausgegeben von Roger Hermes, Fischer Verlag, 1997, ISBN 3-596-13270-3.

## Sekundärliteratur
- Ralf Sudau: Franz Kafka: kurze Prosa, Erzählungen : 16 Interpretationen. Klett Verlag, 2007, ISBN 978-3-12-922637-7.
- Jan Urbich: „Heimwärts kam ich spät gezogen“. Das Subjekt der Heimkehr in Dichtung und Philosophie der Moderne. Wallstein Verlag, 2019, ISBN 978-3-8353-3540-0. (Kap. 7: Kafka, Heimkehr, S. 157–195)

## Rezeption
- Sudau (S. 66): „Nicht erst das lange Getrenntsein hat ein Gefühl der Fremdheit zwischen den Erzähler und seine Familie gelegt, vielmehr war diese Entfremdung bereits in der Kindheit gegenwärtig. Denn die überraschende  Vermenschlichung der Hausgegenstände lässt aufhorchen und spricht dafür, dass sie nur Spiegel der Familienverhältnisse sind: kalt steht Stück neben Stück, als wäre jedes mit seinen Angelegenheiten beschäftigt.“